# ImaginAsian
A ImaginAsian é uma rede de televisão dos Estados Unidos da América, com sede em Nova York, com sua programação sobre a Ásia.